# Antanas Smetona
Antanas Smetona (Užulėnis, 14 agosto 1874 – Cleveland, 9 gennaio 1944) è stato un politico, scrittore e giornalista lituano, oltre che presidente della Repubblica di Lituania per più mandati.
Considerata una delle figure politiche lituane più importanti attive nel periodo interbellico, ricoprì il ruolo di primo presidente della Lituania dal 4 aprile 1919 al 19 giugno 1920. Egli servì una seconda volta come ultimo presidente del paese indipendente dal 19 dicembre 1926 al 15 giugno 1940, prima dell'occupazione eseguita da parte dell'Unione Sovietica. Salito al potere nel 1926 grazie a un colpo di Stato, si attribuì in seguito il titolo di "Vadas" (Capo della Nazione) e mantenne in Lituania un regime autoritario, da diversi storici ritenuto vicino al fascismo. Fu anche uno dei più importanti ideologi e promotori del nazionalismo in Lituania.

## Primi anni e formazione
Smetona nacque il 10 agosto (C.g. 28 luglio) 1874 nel villaggio di Užulėnis, situato nel Governatorato di Kovno facente capo all'Impero russo. Figlio di una coppia di contadini che in passato aveva lavorato nel maniero Taujėnai appartenente alla famiglia Radziwiłł, il ricercatore Kazimieras Gasparavičius rintracciò l'ascendenza patrilineare di Smetona a Laurentijus, nato intorno al 1695 e vissuto vicino a Raguva (Contea di Panevėžys). Smetona era l'ottavo di nove figli: i suoi genitori riuscirono a raddoppiare i loro 5 ettari ereditati e a permettersi studi elementari, tanto che il padre di Smetona gli insegnò a leggere a casa.

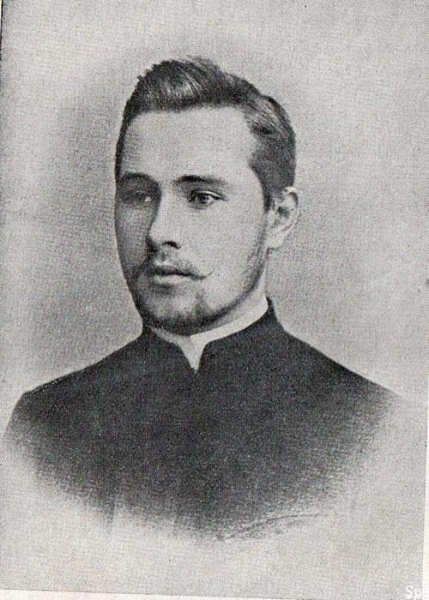
Smetona intorno al 1900 quando frequentava gli studi di giurisprudenza

Suo padre morì nel 1885 quando Smetona aveva solo 11 anni e, nonostante le difficoltà finanziarie, un anno dopo Smetona (l'unico dei suoi fratelli) fu mandato alla scuola elementare di Taujėnai dove l'istruzione avveniva esclusivamente in lingua russa per via della vigenza del bando della stampa lituana. Il padre desiderava che Antanas iniziasse gli studi, mentre madre si augurava che diventasse prete. Dopo aver conseguito la licenza media nel 1889, Smetona voleva continuare gli studi, ma i licei ammettevano alunni solo fino all'età di 12 anni e lui aveva già 15 anni. Pertanto, fu costretto a studiare privatamente a Ukmergė per recuperare il ritardo e poter superare gli esami per accedere al quarto anno delle superiori. Nell'estate del 1891, tentò di ottenere l'ammissione all'istituto superiore situato a Liepāja poiché suo fratello Motiejus lavorava in una fabbrica locale. Fu rifiutato e decise di rivolgersi alla scuola di Palanga, la quale non prevedeva limiti di età. Smetona era uno studente esemplare (uno dei primi due della classe) e poté beneficiare dell'esenzione dalle tasse scolastiche. In qualità di sovrintendente di un dormitorio studentesco, godette altresì di un alloggio gratuito e della possibilità di potersi mantenere impartendo lezioni private. Altri tre futuri firmatari dell'Atto di indipendenza della Lituania si formarono negli stessi anni a Palanga: Steponas Kairys, Jurgis Šaulyse e Kazimieras Steponas Šaulys. Poiché Palanga era situata nei pressi del confine con la Prussia orientale, risultava più facile ottenere dei libri di contrabbando riguardanti la letteratura lituana, allora bandita dalle autorità zariste. Smetona iniziò a leggere periodici e libri lituani, incluso un testo sulla storia della Lituania di Maironis.
Dopo il diploma triennale conseguito nel 1893, assecondando i desideri della sua famiglia, superò gli esami di ammissione al seminario diocesano samogiziano di Kaunas. Tuttavia, avvertì che il sacerdozio non fosse la sua strada e decise di abbandonare per iscriversi al ginnasio di Jelgava, situata nell'odierna Lettonia. Si trattava di un centro culturale del risveglio nazionale lituano che attirò molti futuri importanti figure in campo culturale e politico in Lituania, tra cui Juozas Tūbelis e Vladas Mironas, in seguito divenuti compagni di partito di Smetona. La lingua e la cultura lituana furono apertamente promosse dal linguista Jonas Jablonskis, insegnante di greco, con cui Smetona intrecciò uno stretto rapporto professionale: Jablonskis visitò il villaggio natale di Smetona, raccogliendo dati sui dialetti del posto. Smetona incontrò in quel periodo la sua futura moglie, Sofija Chodakauskaitė, tramite Jablonskis che lo raccomandò come tutore per il fratello di lei.

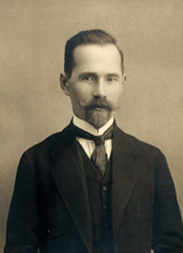
Fotografia di Smetona scattata a Vilnius prima della Grande Guerra

Nell'autunno del 1896, l'amministrazione della scuola di Jelgava costrinse gli studenti lituani a recitare le loro preghiere in russo, mentre agli studenti lettoni e tedeschi fu consentito usare la loro lingua madre. Smetona e altri studenti rifiutarono e furono espulsi: la maggior parte in seguito acconsentì a pregare in russo e fu riammessa, ma a chi rifiutò venne proibito di frequentare qualsiasi altra scuola. Gli studenti inviarono delle petizioni al riguardo a papa Leone XIII e Ivan Delianov, allora ministro dell'istruzione. Smetona e altri due studenti, Jurgis Šlapelis e Petras Vaiciuška, riuscirono ad incontrare Delianov, il quale a seguito della discussione permise ai lituani di pregare in latino e agli studenti espulsi di continuare il loro percorso di istruzione. Smetona non tornò però a Jelgava e terminò gli studi a San Pietroburgo.
Conseguito il diploma magistrale nel 1897, Smetona scelse di frequentare la facoltà di giurisprudenza dell'Università statale di San Pietroburgo. Più interessato alla storia e alle lingue, sapeva che come cattolico le sue scelte erano limitate al percorso da chierico, all'avvocatura o alla medicina se avesse voluto lavorare in Lituania. San Pietroburgo, collegata a livello ferroviario direttamente con la Lituania, stava diventando un centro culturale lituano. Smetona entrò a far parte di un'organizzazione studentesca segreta lituana, diventandone poi anche presidente; in seguito gli successe Steponas Kairys, politico di spicco nel periodo interbellico. Partecipò anche a un coro lituano guidato dal compositore musicale Česlovas Sasnauskas, allora organista presso la chiesa di Santa Caterina. Smetona dovette inevitabilmente confrontarsi con le idee socialiste e lesse in quel periodo Il Capitale di Karl Marx, dichiarandosi in futuro in disaccordo con le idee del famoso economista. Fu espulso dall'università, tenuto prigioniero per due settimane e deportato a Vilnius per aver partecipato alle proteste studentesche tenutesi nel febbraio del 1899. Si trattò della prima volta in cui Smetona visitò la città, la capitale storica del Granducato di Lituania, e ne rimase profondamente impressionato in senso positivo. Un mese più tardi, gli venne permesso di fare ritorno all'università.
Nel 1898, Smetona e il suo compagno di stanza Vladas Sirutavičius, usando un ciclostile stamparono circa 100 copie di una breve grammatica lituana scritta da Petras Avižonis basata sugli scritti in lingua tedesca di Frydrichas Kuršaitis. Considerata la ridotta dimensione dell'opera per le esigenze lituane, nell'estate del 1900 Jonas Jablonskis si mise a lavorare sulla realizzazione di un proprio manuale di grammatica lituana. Fu assistito nel lavoro da Avižonis, Žemaitė e Smetona, sebbene quest'ultimo si fosse occupato principalmente delle opere del vescovo Motiejus Valančius, il più celebre contrabbandiere di libri nel periodo in cui fu attivo il bando di stampa. La grammatica vide la luce nel 1901 e divenne un'opera fondamentale per lo studio della lingua lituana. All'inizio del 1902, la polizia iniziò a indagare su una rete di knygnešiai lituani e fece irruzione nella stanza di Smetona dove trovò diverse pubblicazioni di testi proibiti. Imprigionato nella fortezza di Vyborg, in quella primavera riuscì a ottenere l'assoluzione e la laurea.

## Prime attività
Dopo aver conseguito la laurea nel 1902, si trasferì a Vilnius e lavorò presso la Vilniaus žemės bankas, un istituto bancario, fino al 1915. Partecipò con grande interesse alla vita culturale lituana e, fino a quando non divenne presidente nel dicembre 1926, dedicò notevoli quantità di tempo e impegno per favorire la stampa lituana. Due anni più tardi, sposò Sofija Chodakauskaitė nella chiesa di San Raffaele Arcangelo a Vilnius.
Fin dai suoi primi giorni a Vilnius, Smetona aderì alle attività di vari gruppi nazionalisti lituani per poi confluire nel Partito dei Democratici di Lituania, che poi rappresentò nel grande seimas di Vilnius. Eletto nel praesidium del partito, portò in contemporanea avanti tra il 1904 e il 1907 l'attività di giornalista per il quotidiano lituano Vilniaus žinios (La Gazzetta di Vilnius). Nel 1905-1906, curò il settimanale Lietuvos ūkininkas (Il contadino lituano), mentre nel 1907 Smetona e il sacerdote Juozas Tumas-Vaižgantas fondarono un'impresa per stampare il giornale Viltis (La Speranza). In alcuni articoli pubblicati sul quotidiano, Smetona si dichiarò favorevole all'unità nazionale. Tra il 1907 e il 1914 partecipò a varie associazioni in qualità di membro trovando lavoro come professore di lingua lituana nelle scuole di Vilnius.

## Attività politica

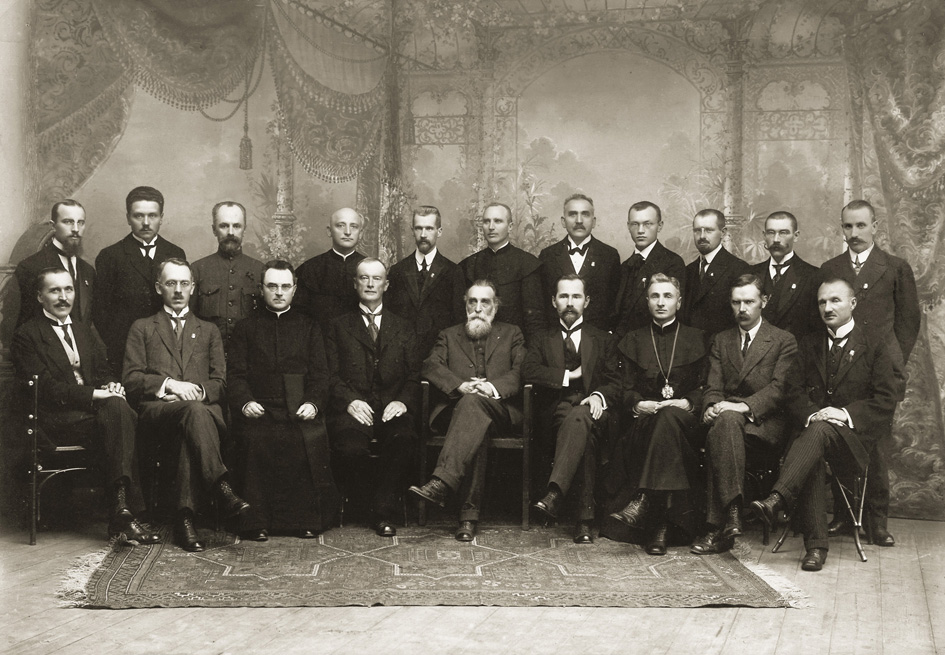
Smetona (prima a destra dal centro) nel Consiglio di Lituania

Durante la prima guerra mondiale, assunse il ruolo di vicepresidente e in seguito divenne la carica apicale del Comitato centrale della Società di Soccorso lituana volta ad assistere le vittime del conflitto. Nell'estate del 1916, Antanas Smetona, in accordo con altri abitanti di Vilnius, presentò un memorandum al comandante in capo tedesco del fronte orientale in cui si rivendicava il diritto di autodeterminazione del popolo lituano. Il 6 settembre 1917, al fine di incentivare l'ipotesi di dare luogo ad uno Stato indipendente, collaborò con la stampa del quotidiano Lietuvos Aidas (L'eco della Lituania), lavorando come editore e caporedattore. Nel primo numero del giornale, Smetona scrisse che l'obiettivo più importante della nazione lituana era quello di ristabilire uno Stato sovrano e indipendente.
Tra il 18 e il 22 settembre 1917 partecipò alla conferenza di Vilnius e fu eletto presidente (1917-1919) del Consiglio di Lituania (poi Consiglio di Stato). Il 16 febbraio 1918 Antanas Smetona firmò l'Atto d'indipendenza della Lituania.
Tra il dicembre 1918 e il marzo 1919 visse principalmente in Germania e nei Paesi scandinavi, sollecitando prestiti per la causa dell'indipendenza. Il 4 aprile 1919, quando la Lituania poteva dirsi autonoma, il Consiglio di Stato della Lituania nominò Smetona primo presidente della neonata Repubblica, ma il 19 aprile 1920 l'assemblea costituente elesse al suo posto presidente Aleksandras Stulginskis. Non rieletto al Seimas, dal 1921 al 1924 supervisionò diversi periodici, tra cui Lietuvos balsas (La voce della Lituania), Lietuviškas balsas (Voce lituana) e Vairas.

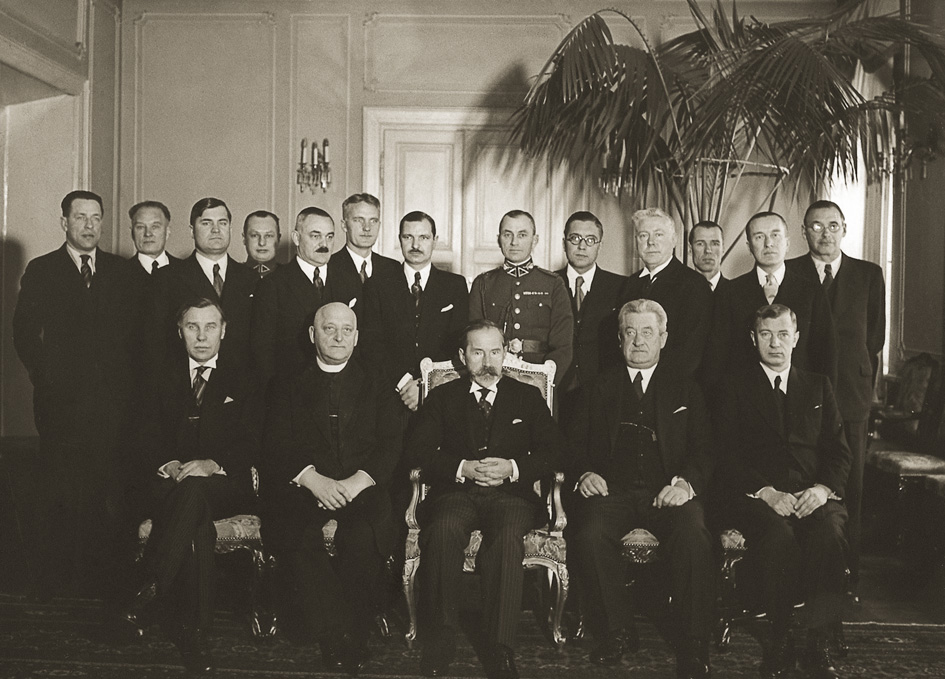
Smetona (al centro) con il suo gabinetto di ministri

Dopo la rivolta di Klaipėda del gennaio 1923, avvenuta nel territorio di Memel che era stato separato dalla Germania, fu nominato commissario della città il 20 febbraio, ma, a causa di dissapori con il primo ministro Ernestas Galvanauskas si dimise dall'incarico.
Nel novembre 1923, le autorità imprigionarono Smetona per diversi giorni dopo aver pubblicato un articolo denigratorio relativo ad Augustinas Voldemaras sul Vairas. Tra il 1923 e il 1927, ricoprì il ruolo di cultore della materia presso l'Università della Lituania prima per la cattedra di teoria e storia dell'arte e poi per il dipartimento di filosofia. Fu in quegli anni che tenne diverse conferenze sull'etica, sulla filosofia classica e sulla linguistica lituana. Nel 1932 ricevette un dottorato honoris causa presso l'Università Vitoldo Magno di Kaunas, al tempo capitale provvisoria.
Smetona partecipò all'attività dell'Unione dei fucilieri lituani che aveva organizzato la rivolta di Klaipėda, cosa che aumentò la sua fama in maniera esponenziale. Più di una volta venne infatti eletto nel consiglio centrale della stessa. Tra il 1924 e il 1940 ricoprì inoltre il ruolo di vicepresidente del consiglio di amministrazione della Banca internazionale.

### Regime autoritario

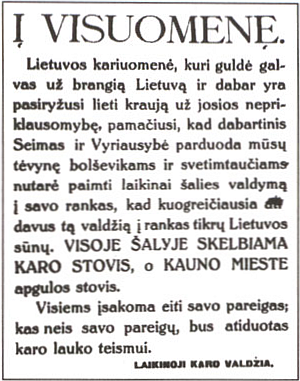
Un pamphlet distribuito a Kaunas a seguito del colpo di Stato in cui si dichiarava l'istituzione della legge marziale e la necessità per tutti di svolgere i propri doveri quotidiani. A renderlo poi un atto di legge a tutti gli effetti fu il Governo temporaneo di guerra

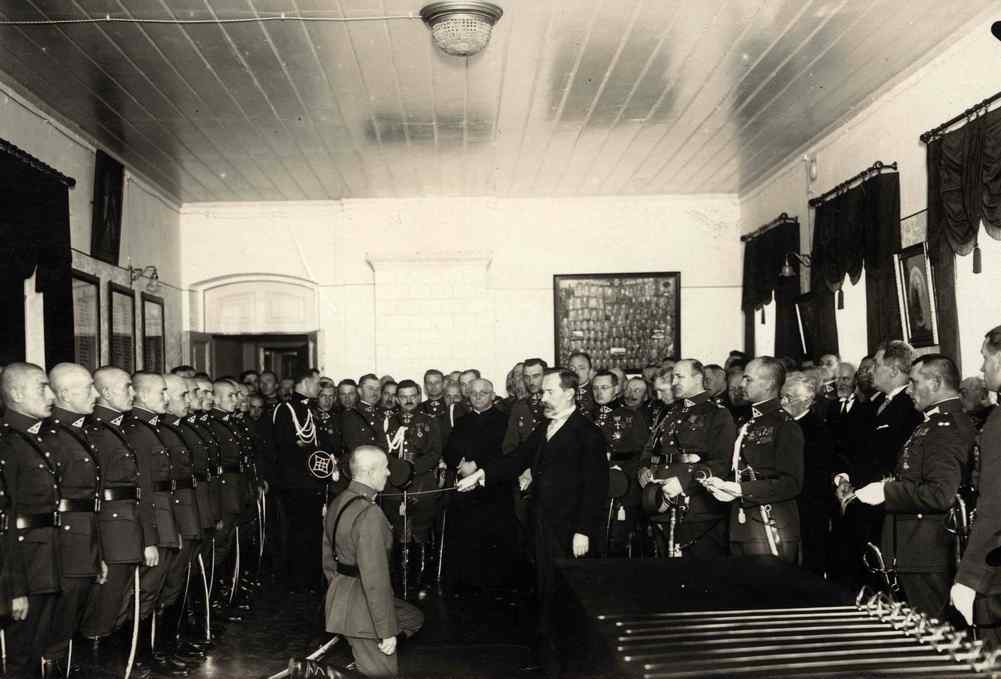
Antanas Smetona ad una manifestazione di nomina di alcuni incarichi nelle forze armate lituane

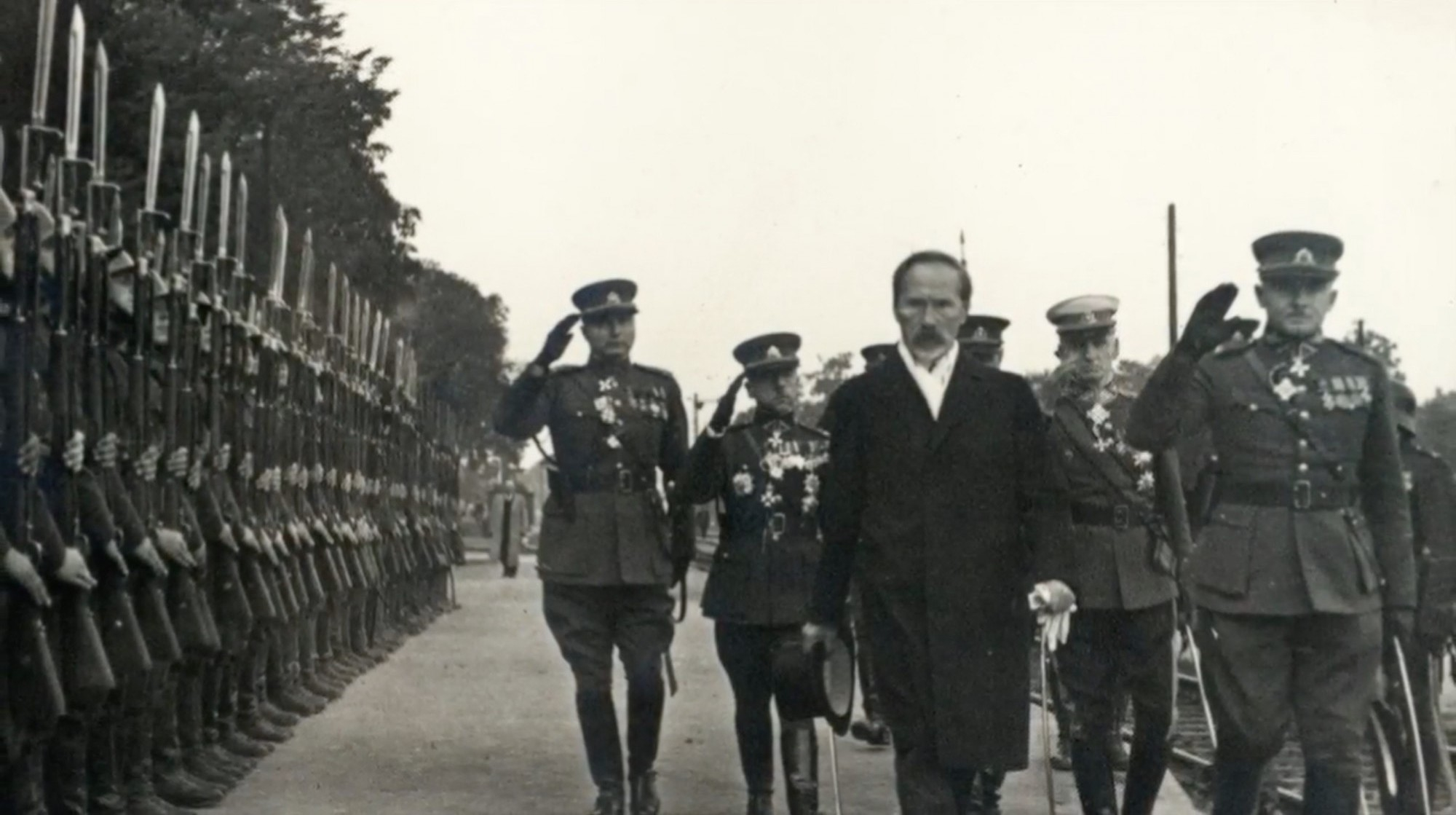
Antanas Smetona ispeziona i soldati delle forze armate lituane

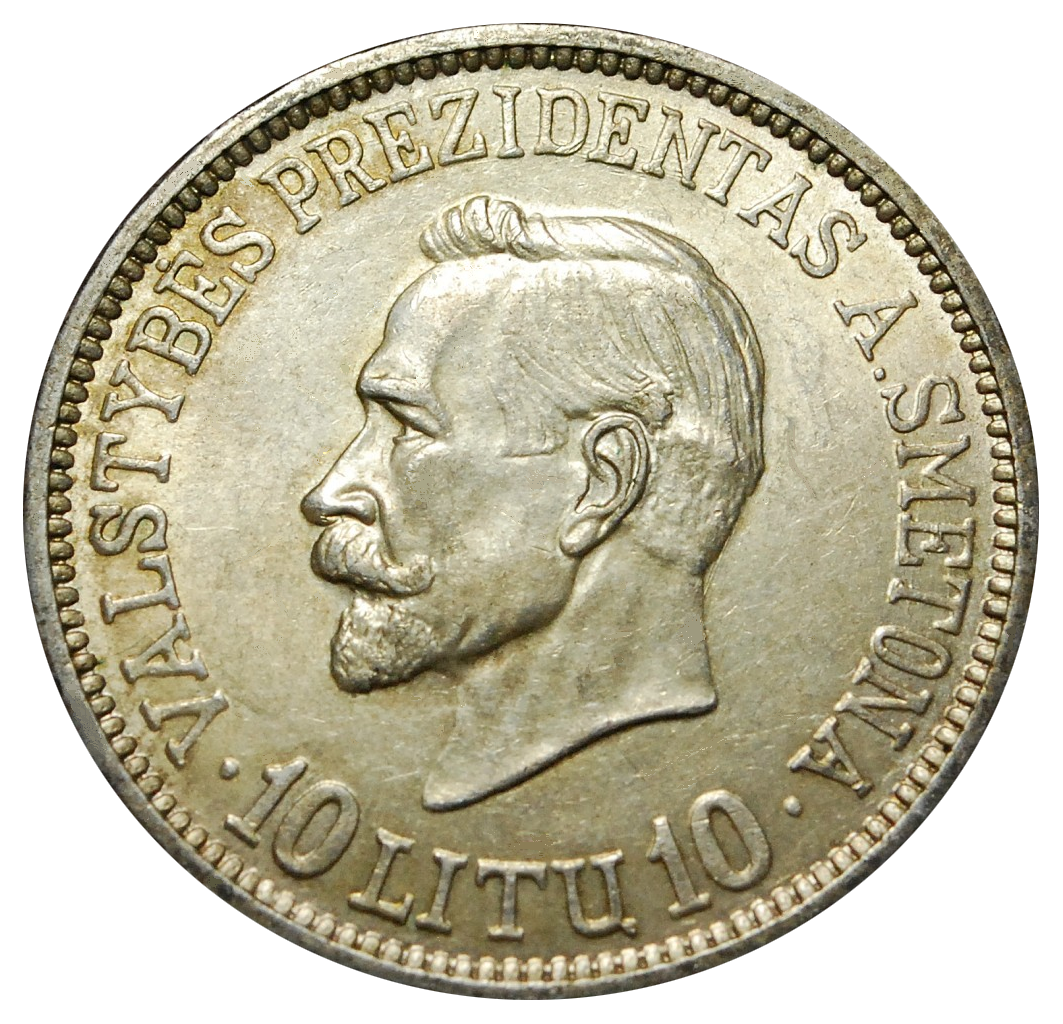
Moneta dal valore di 10 litas emessa nel periodo interbellico e raffigurante il presidente Smetona

Smetona fu uno dei maggiori promotori del colpo di Stato del 1926, con il quale si depose il presidente Kazys Grinius. Divenuto nuovamente presidente il 19 dicembre dello stesso anno (altri due ricoprirono brevemente la carica durante il colpo di Stato, iniziato il 17 dicembre, prima che Smetona tornasse formalmente alla presidenza), una delle prime azioni compiute da Smetona fu designare Augustinas Voldemaras come primo ministro. Un anno più tardi questi soppresse il parlamento e, il 15 maggio 1928, con l'approvazione del governo, promulgò una nuova costituzione che garantiva maggiori poteri presidenziali. Nel 1929 rimosse Voldemaras e instaurò un regime autoritario vero e proprio.
Per i successivi nove anni, Smetona governò tramite decreti e senza l'intervento del parlamento; la nuova costituzione gli conferiva sia facoltà esecutive che legislative quando il Seimas non veniva convocato. Rieletto a capo dell'esecutivo nel 1931 e nel 1938, entrambe le volte partecipò come unico candidato e Seimas fu riconvocato solo nel 1936, con la sola presenza di membri del partito di Smetona. Nel 1938 fu emanata una terza costituzione che preservò il regime autoritario sancito dalla legge suprema del 1928: in essa si dichiarava che il potere politico nello stato era "indivisibile". Il presidente rimase in carica fino al 15 giugno 1940.
Per via dell'imperante nazionalismo incentivato da Smetona, furono chiuse molte scuole di lingua polacca quando questi salì al potere. Il regime mise in atto numerosi arresti dei membri dell'allora bandito Partito Comunista (una formazione politica bandita al tempo anche negli altri due Paesi baltici e in altre nazioni in Europa), in quanto la minaccia del comunismo era percepita in maniera significativa in Lituania. Fu anzi proprio su questo pilastro che Smetona giustificò l'instaurazione della dittatura, posta dunque a suo parere in essere per fini preventivi. Tuttavia, nonostante la propaganda secondo cui i comunisti andavano considerati una "forza non lituana che invadeva il paese", gli attivisti continuarono ad operare clandestinamente con un numero crescente di membri ed è oggi noto che gli esponenti di spicco fossero di etnia lituana.
Il leader lituano dovette convivere con la difficile situazione politica di Vilnius. Occupata dalla Polonia a seguito di un controverso ammutinamento, il centro principale dell'antico Granducato rimaneva solo de iure la capitale della Lituania: de facto, l'esecutivo operò per tutto il periodo interbellico a Kaunas fino a quando l'URSS non restituì la città ai baltici nel 1940.
Nel 1935 Smetona subì un duro colpo quando i contadini del sud-est della Lituania indissero uno sciopero e si rifiutarono di vendere i loro prodotti: le rappresaglie che ne seguirono causarono cinque morti e l'arresto di 456 agricoltori. Una simile azione esacerbò le tensioni già presenti all'interno del suo regime tra i sostenitori della linea dura, favorevoli ad un controllo più intenso sulla vita lituana, e i moderati, che desideravano maggiori libertà. Queste difficoltà, tuttavia, furono in parte oscurate dalla minaccia della Germania nazista. Il regime di Smetona fu il primo in Europa a mettere sotto processo i nazisti e a tentare di arginare la spirale di violenza da essi causata: già l'8 febbraio 1934 era iniziata l'azione contro i nazisti nella regione di Klaipėda, la quale vantava uno status particolare all'interno della Lituania. Il processo avviato contro Ernst Neumann e Freiherr von Sass (andato avanti dal luglio 1934 al marzo 1935) portò all'arresto di 76 persone, le quali furono imprigionate e quattro di queste condannate a morte, sebbene la pena fosse stata poi commutata con l'ergastolo. Nel 1938, tuttavia, Memel (Klaipėda per i baltici) stava diventando un affare gravoso per una nazione che spendeva un quarto del suo budget per la difesa e la costosa modernizzazione dell'esercito, e i nazisti furono in grado di ottenere 26 dei 29 seggi disponibili alle elezioni. L'anno successivo, Smetona cedette Memel a Hitler e dichiarò lo stato di emergenza: proseguì inoltre la sua campagna di denigrazione nei confronti del Führer e dovette convivere con le accuse dei suoi oppositori che lo incolpavano dell'accaduto. La perdita del suo unico accesso al mar Baltico fu un duro colpo per l'economia lituana, considerando che tra il 70% e l'80% del commercio estero passava da Klaipėda. La regione, che rappresentava solo il 5% del territorio della Lituania, conteneva un terzo della sua industria e andarono persi anche i pesanti investimenti nelle infrastrutture del porto. Circa 10.000 rifugiati, per lo più ebrei, lasciarono la regione e cercarono rifugio e sostegno da parte del governo lituano. I baltici dubitavano del destino del loro paese: tra marzo ed aprile il ritiro di depositi nelle banche e negli istituti di credito ammontò a quasi il 20% dei depositi totali. Dopo la perdita di Klaipėda, la Lituania si spostò nella sfera di influenza tedesca, soprattutto in termini di commercio. Alla fine del 1939, la Germania rappresentava il 75% delle esportazioni lituane e l'86% delle sue importazioni.
Il governo di Smetona si mostrò cauto nei confronti dell'industrializzazione, per via del numero elevatissimo di cittadini impegnati nel settore primario. Una volta instaurata la dittatura, Smetona non fece nulla per incoraggiare gli investimenti esteri diretti, che rimasero estremamente limitati durante tutto il suo governo. Ciononostante, la Lituania crebbe a livello economico: la produzione industriale, diretta principalmente alla domanda interna, raddoppiò dal colpo di Stato all'occupazione sovietica, mentre la rete di trasporti del paese era stata notevolmente migliorata grazie alla costruzione di ferrovie da Šiauliai a Klaipėda e da Kaunas a sud e a Utena. Smetona tentò di promulgare delle disposizioni volte a tutelare il ceto contadino, ma queste non si rivelarono sufficienti a evitare le occasioni proteste contro il regime tenutesi in varie aree della Lituania.

### Occupazione sovietica
La Lituania fu occupata dalle truppe sovietiche nel 1940, in conseguenza del patto Molotov-Ribbentrop stipulato nel 1939 tra la Germania nazista e l'URSS. Dopo che quest'ultima presentò un ultimatum alla Lituania nel giugno di quell'anno, Smetona propose di resistere militarmente ai sovietici, incontrando però l'opposizione della maggioranza del governo e dei comandanti dell'esercito, i quali ritenevano che il paese non fosse in grado di resistere efficacemente all'Armata Rossa già presente in parte sul suolo lituano in virtù di precedenti accordi. Il 15 giugno, Smetona trasferì i suoi doveri presidenziali al primo ministro Antanas Merkys su base provvisoria ai sensi della costituzione. Proprio mentre alla Lituania venne riassegnata Vilnius come capitale, Smetona partì perché credeva che, lasciando il paese, sarebbe stato in grado di dare vita a un governo in esilio, evitando di diventare un burattino nelle mani dei sovietici. All'inizio fuggì in Germania con la sua famiglia, ma di lì a poco si trasferì in Svizzera.
Esattamente 24 ore dopo che Smetona lasciò il paese, Merkys annunciò di aver deposto Smetona e di essere divenuto allora presidente a pieno titolo. Due giorni più tardi, Merkys dovette nominare il più mite Justas Paleckis come primo ministro e dimettersi. Paleckis divenne dunque presidente ad interim e dovette seguire i diktat imposti da Mosca per supervisionare le fasi finali dell'incorporazione della Lituania all'Unione Sovietica. L'attuale posizione ufficiale della Lituania sull'acquisizione della presidenza da parte di Merkys considera quest'ultima azione illegale, dal momento che Smetona non si dimise mai formalmente. Pertanto, i funzionari lituani non riconoscono Merkys o Paleckis come leader legittimi e sostengono che tutte le azioni successive che portarono all'annessione sovietica furono ipso facto nulle.

## Gli anni vissuti all'estero
(Antanas Smetona, interrogato sui motivi per cui aveva lasciato la Lituania)

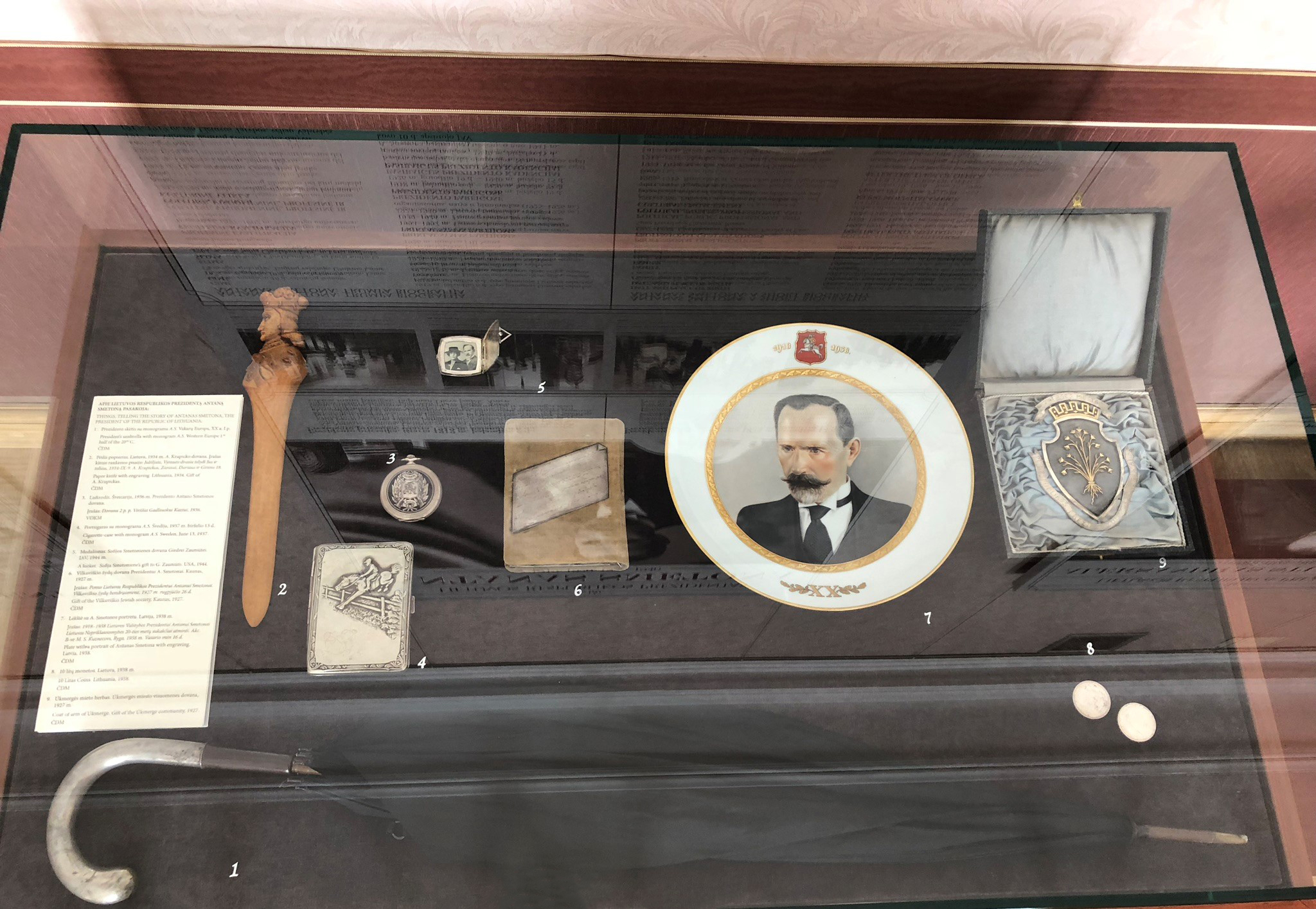
Teca in cui sono conversati l'ombrello presidenziale con le iniziali AS, la medaglia con la moglie Sofija Smetonienė, una targa con la foto di Smetona e il suo orologio svizzero

La mattina del 15 giugno, subito dopo che il governo aveva deciso di accettare l'ultimatum sovietico, Smetona iniziò a fare frettolosi preparativi per la fuga dal Paese. A fargli compagnia vi erano sua moglie, suo figlio e sua figlia, i loro coniugi e figli, Kazys Musteikis, ex ministro della difesa, e due aiutanti presidenziali. Smetona partì da Kaunas verso le 3 del pomeriggio quel giorno ed effettuò una breve sosta a Kybartai, al confine con la Germania nazista. Smetona e Musteikis tentarono di convocare il 9º reggimento di fanteria di Marijampolė per proteggerli e per offrire almeno una resistenza simbolica all'Armata Rossa, ma questo venne fermato da una delegazione inviata da Kaunas per recuperare il presidente. Smetona scelse allora di attraversare il confine senza indugio, ma le guardie di frontiera lituane non glielo permisero. Verso mezzanotte, un uomo del posto condusse Smetona, la sua guardia del corpo e un suo aiutante attraverso il poco profondo torrente Liepona. Con Smetona già passato dall'altra parte, la sua famiglia riuscì a convincere le guardie di frontiera a lasciarli passare intorno alle 6 del mattino.
Saputo dell'accaduto, Heinz Gräfe, un ufficiale della Gestapo, si recò in visita da Smetona. Da Königsberg i rifugiati giunsero in un capanno da caccia vicino al lago Święcajty (Schwenzait) nel distretto dei laghi della Masuria. Il 17 agosto Smetona ricevette il permesso di trasferirsi a Berlino, dove si stabilì sulla Rankestraße. Lì venne posto sotto attenta sorveglianza e gli venne permesso di comunicare con un solo rappresentante lituano, Kazys Škirpa, simpatizzante dei nazisti. I tedeschi non gli consentirono di eseguire alcuna azione politica, al fine di non arrecare pregiudizi all'Unione Sovietica: appare chiaro che la presenza di Smetona non fosse gradita. Il 4 settembre, Smetona presentò ufficialmente una petizione all'ambasciata degli USA a Berlino per i visti statunitensi. La richiesta fu accolta, ma solo a condizione che, mentre Smetona si trovava negli Stati Uniti, non sarebbe stato considerato il leader o il rappresentante di alcuno stato o governo. Si trattava di una condizione umiliante, ma Smetona la accettò e partì per Berna, la capitale svizzera, il 18 settembre; Musteikis rimase invece a Berlino.
A Berna, Smetona incontrò alcuni membri del servizio diplomatico lituano, ovvero gli ambasciatori e i diplomatici che continuarono a rappresentare il governo della Lituania in esilio. La speranza era proprio quella di agire dall'estero tramite il Comitato nazionale presieduto dall'ex primo ministro Ernestas Galvanauskas. Smetona non comprendeva la necessità di un tale comitato e criticò la scelta di Galvanauskas, ma gli fu risposto che non aveva né le risorse, né l'autorità, né l'influenza politica necessarie per presentare una simile opposizione. Ad ogni modo, Smetona firmò il cosiddetto atto di Kybartai, un documento retrodatato presumibilmente scritto nel medesimo insediamento prima del suo esilio. Questo sollevava Antanas Merkys dall'incarico e nominava Stasys Lozoraitis sia come primo ministro che come presidente facente funzione; si trattò comunque di un atto dalla natura controversa mai impiegato nella pratica.
Smetona partì da Berna per Lisbona nel gennaio 1941, soggiornando a Monte Estoril, presso la Pensão Zenith. Partito per il Brasile a bordo del Serpa Pinto, sbarcò a Rio de Janeiro il 14 febbraio e lì fu accolto dai diplomatici locali oltre che dagli emigranti. Incontrò in seguito anche Getúlio Vargas, il presidente della nazione sudamericana. Smetona lasciò il Brasile il 26 febbraio e il 9 o 10 marzo 1941 Smetona con la moglie arrivò a New York a bordo della SS Argentina. Ad attenderlo vi erano una trentina di giornalisti e di fotografi americani, affiancati da rappresentanti della comunità lituanoamericana. Accompagnato all'hotel Pierre dove il 13 marzo si tenne una sontuosa cena con circa 400 ospiti. Poiché Smetona era un privato cittadino negli Stati Uniti, il raduno non incluse membri di organizzazioni statunitensi.
Lui e la sua famiglia vissero temporaneamente presso l'ambasciata lituana a Washington, ma i rapporti con il rappresentante Povilas Žadeikis rimasero tesi. Smetona poi si trasferì a Pittsburgh e a Chicago prima di stabilirsi a Cleveland, in Ohio, nel maggio 1942 con la famiglia di suo figlio. Mentre era in esilio, iniziò a lavorare sulla realizzazione di un'opera relativa alla storia della Lituania, ai motivi che ne legittimavano l'indipendenza e alle sue memorie.

## Morte e sepoltura
Mentre Smetona era impegnato nelle sue attività di scrittura, prestò poca attenzione al fatto che a casa di suo figlio il sistema di riscaldamento aveva bisogno di essere riparato e stava diventando pericoloso. Il 28 ottobre 1943 Smetona scriveva:
Il 9 gennaio 1944 scoppiò un incendio nella casa: il figlio di Smetona, Julius, notò le fiamme mentre era al primo piano. Sopra di lui, nell'attico, Smetona e sua moglie Sofija notarono del fumo che filtrava da sotto la porta: la donna la aprì e tentò col marito di scendere le scale. Soffocata dal fumo e dalle fiamme, la donna si fermò quando si rese conto che suo marito non era con lei. Smetona, che pare decise di non poter uscire senza cappotto perché si stava riprendendo dall'influenza e avrebbe dovuto tenere un discorso nelle prossime settimane, senza dire 
niente alla moglie, tornò a prendere una pelliccia. Ci vollero solo pochi minuti perché venisse sopraffatto dal fumo. Julius cercò di tornare nell'edificio in fiamme per salvare suo padre, ma fu costretto a uscire per via dell'eccessivo fumo, del calore e della scarsa visibilità. Il corpo di Smetona fu trovato disteso sul pavimento della cucina al secondo piano dell'appartamento di Julius, ma non carbonizzato. I vigili del fuoco portarono Smetona fuori dall'edificio e tentarono di trasportarlo d'urgenza in ospedale in ambulanza, ma questi morì prima di arrivarci.
Il verbale ufficiale affermava che l'incendio fu generato da un forno surriscaldato. Alcuni credono, tuttavia, che a causa delle continue attività politiche di Smetona, l'incendio sia stato appiccato dal servizio segreto russo (l'NKGB all'epoca). Tuttavia, senza che negli anni successivi siano emerse prove a sostegno, i dubbi sulla veridicità di tale ricostruzione permangono.
Il 13 gennaio 1944, ebbe luogo il funerale del presidente Smetona nella cattedrale di San Giovanni Evangelista di Cleveland. Ad officiarla fu il vescovo Edward F. Hoban e poi Smetona fu sepolto al calvary cemetery della città.
Sua moglie Sofija morì a Cleveland il 28 dicembre 1968. La coppia diede alla luce una figlia, Marija Danutė Smetonaitė (1905-1992), e un figlio, Julius Rimgaudas Smetona (1913-1974). Julius ebbe a sua volta tre figli, Anthony Algirdas Smetona (1939-2012), Juozas Smetona (1940-1996) e Vytautas Julius Smetona (nato nel 1955), quest'ultimo dedicatosi alla musica.
Nel 1975, i resti di Smetona furono spostati dal mausoleo del cimitero Knollwood di Cleveland a una cripta,la numero 103, accanto a sua moglie Sofija nella sezione 23 del cimitero di tutte le anime a Chardon, in Ohio.